# Cratyna subvera
Cratyna subvera är en tvåvingeart som beskrevs av Werner Mohrig 1996. Cratyna subvera ingår i släktet Cratyna och familjen sorgmyggor. Inga underarter finns listade i Catalogue of Life.